# Maria Dolors Garcia Ramon
Maria Dolors Garcia Ramon (Gandia, 7 de novembre de 1943) és una geògrafa i professora universitària valenciana.
Formada a la Universitat de Barcelona i a la Universitat de Califòrnia a Berkeley, és especialista en Història del pensament geogràfic. Garcia Ramon també ha treballat en geografia rural, en espais urbans, i fou una pionera de la geografia de gènere. És professora emèrita de la Universitat Autònoma de Barcelona, i membre de la Secció de Filosofia i Ciències Socials l'Institut d'Estudis Catalans des de 2006 i de l'Academia Europaea. Del 1988 al 1996, fou secretària del grup d'estudis "Gènere i geografia" a la Unió Geogràfica Internacional.
El 2016 guanyà el Premi Vautrin Lud, i fou laureada d'honor durant el congrés de la Unió Geogràfica Internacional del mateix any a Pequin.